# Oveja xalda
La oveja xalda (en asturleonés oveya xalda o moñalba) es una raza de oveja autóctona del Principado de Asturias. Pertenece al tronco del Ovis aries celticus o tronco churro. Es una oveja de origen celta, como la Ouessant de la Bretaña, la Cochddu (negra galesa) del País de Gales, la Morite (oveja de los páramos) de las Islas Shetland en Escocia y la Skudde, la Weibe Gehörnte Heidschnucke y la Moorschnucke de Alemania.

## Historia
Esta raza llegó a estar al borde de la extinción en el siglo XX debido, entre otros factores, al abandono del mundo rural, a la introducción de otras razas que supuestamente daban un mayor rendimiento económico y al uso forestal de los antiguos pastizales de los montes comunales.
En 1982 se realizó un censo que arrojó la cifra de unas ochocientas hembras en toda Asturias. Esto contrasta notablemente con los casi seiscientos mil ejemplares que en el siglo XVIII se recogían en el Catastro del Marqués de la Ensenada.
Para evitar la desaparición de la raza y fomentar su uso entre los ganaderos asturianos se creó en 1992 la «Asociación de Criadores de Oveja Xalda» (ACOXA).
Las referencias a esta raza comienzan hace siglos, pues se sabe que ya era usada desde la antigüedad por los astures, que vestían un sagus o túnica de lana negra, color característico de estas ovejas (libro III de la Geographika de Estrabón). También Jovellanos las menciona en 1782 cuando describe la ganadería de los vaqueiros:[cita requerida]

Es verdad que sus ganados son pequeños; sus ovejas me parecieron un medio entre las merinas y las churras comunes, acaso porque la corta emigración que hacen anualmente, o bien la sola excelencia de las hierbas que pastan, puso la finura de sus lanas en medio de las otras dos clases.
Jovellanos